# 관암사
관암사(冠岩寺)는 대구광역시 동구 팔공산에 위치한 태고종의 사찰이다. 팔공산 갓바위를 한자로 바꾸면 관암(冠岩)이다.
대구 쪽에서 갓바위를 올라가는 1365계단으로 가려면 거쳐갈 수밖에 없는 사찰이다. 원래 국가소유였던 팔공산 갓바위 불상의 관리자였으나, 현재는 소유권이 선본사로 넘어가 버렸다.
용왕당이 또한 유명하다. 여름에 비가 많이 오면 용왕상 오른쪽으로 물이 폭포처럼 내려와 장관을 이룬다.
관암사 경내가 꽤 넓다. 보통 용왕당 입구부터가 경내인 줄 알지만, 그 밑에 계단이 있고 돌무더기에 비석이 서있는 곳부터이다.

## 역사

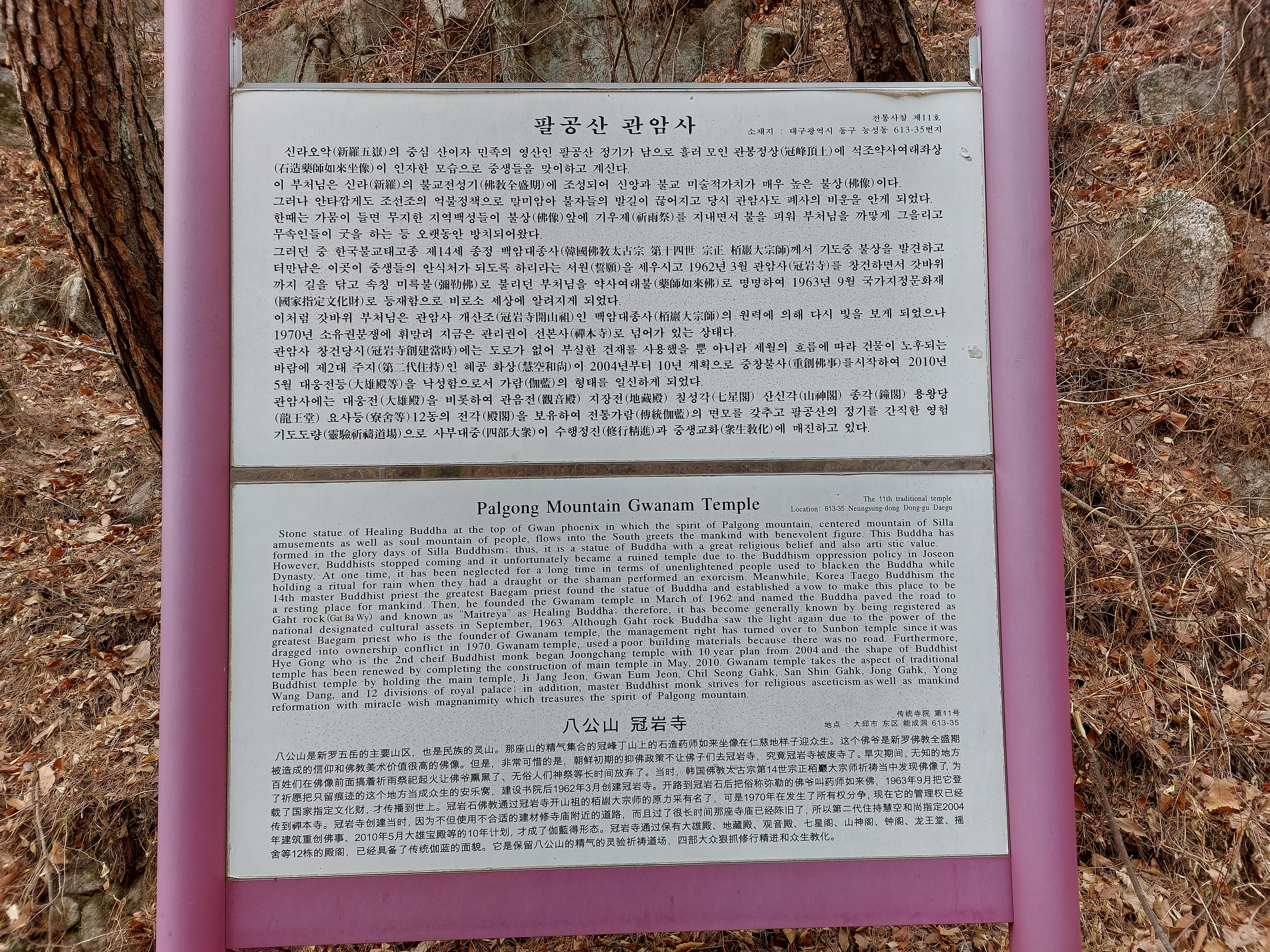
팔공산 관암사 표지판

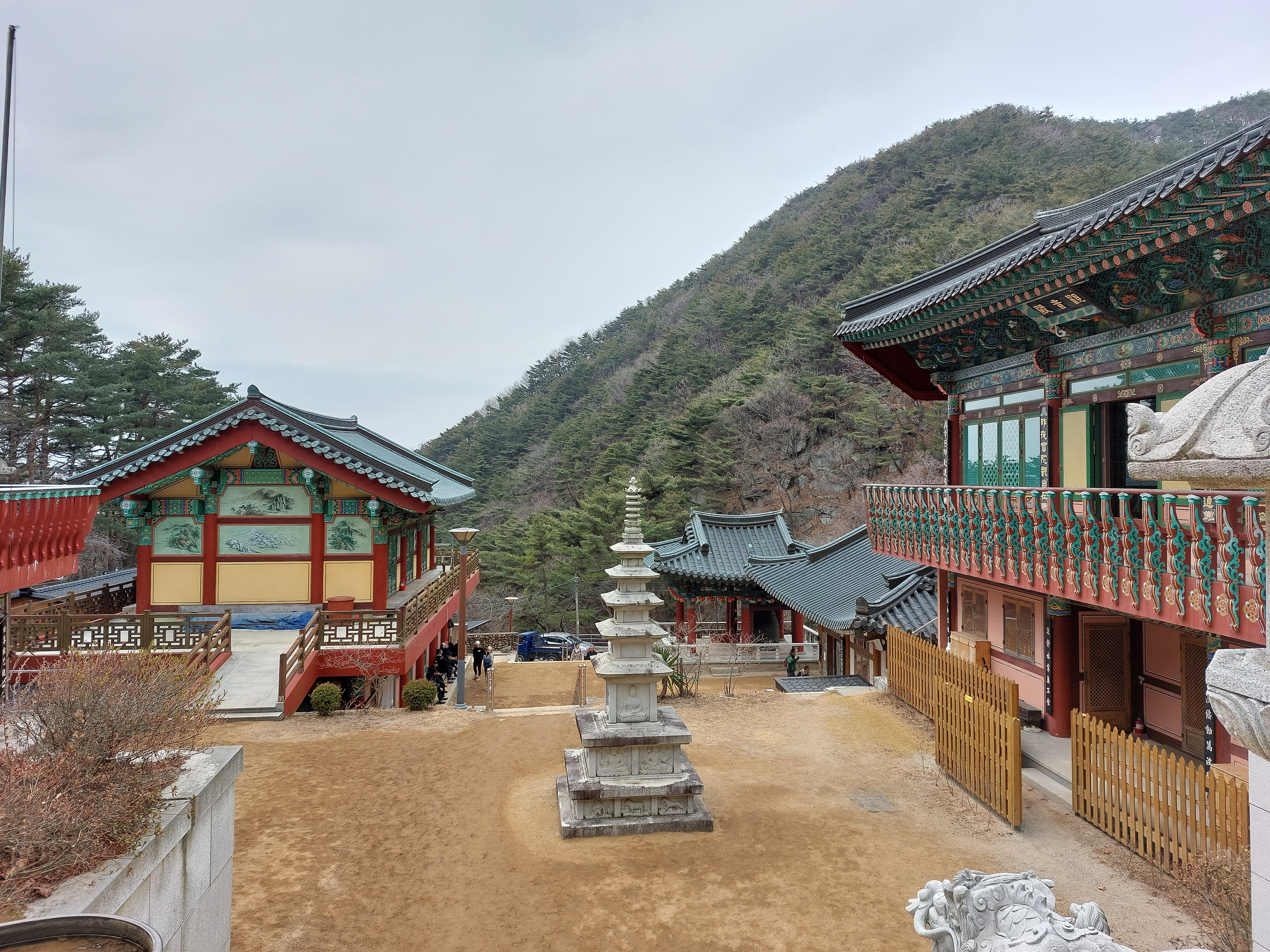
관암사 대웅전에서 바라본 종각(오른쪽 아래)

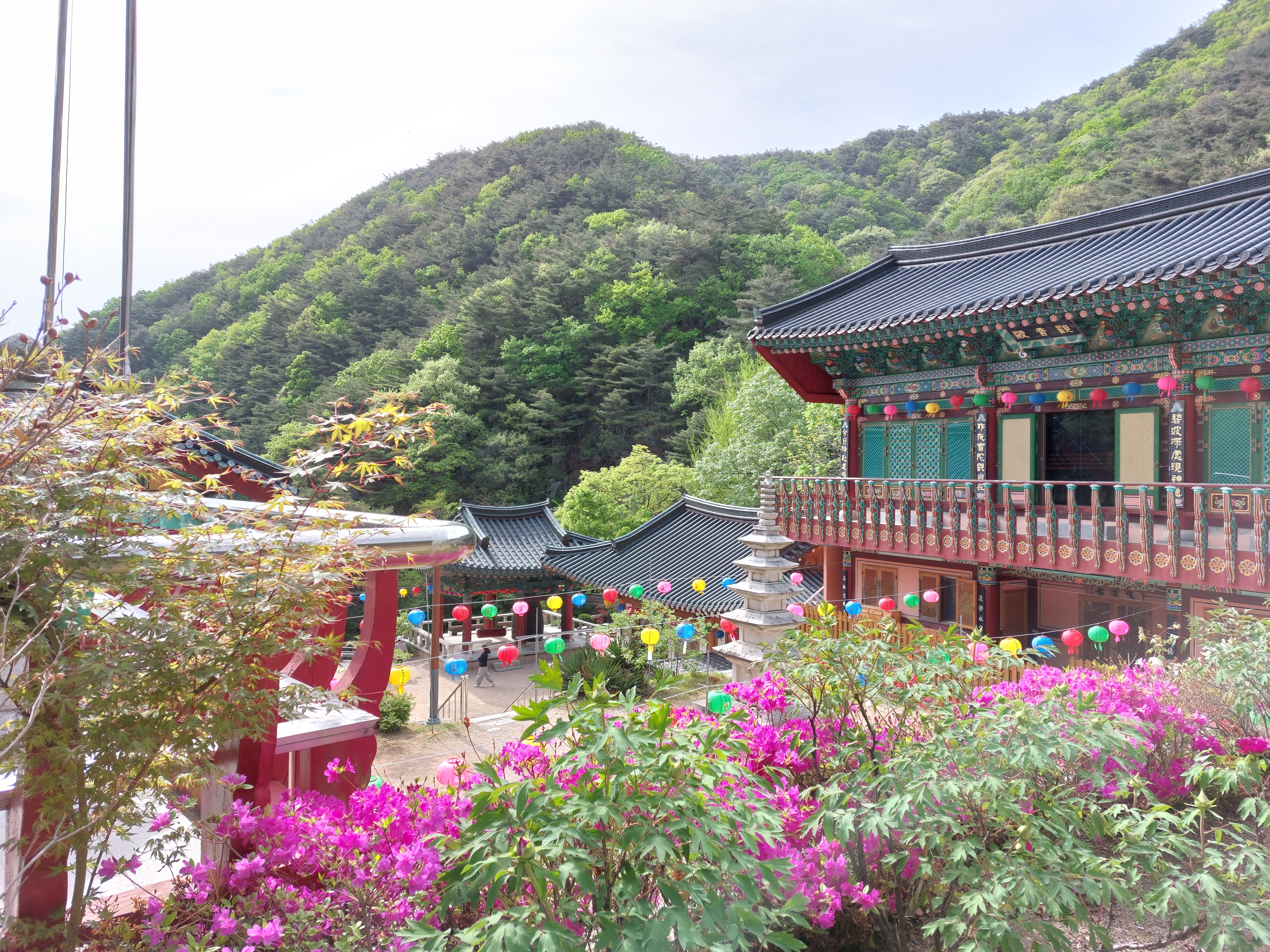
지장전과 대웅전 사이에서 바라본 관암사

- 1962년 3월 : 한국불교태고종 제14세 종정 백암대종사가 창건하였다.
- 1962년 ~ 1970년 : 1969년까지 갓바위 불상은 국가소유였고, 대한불교 태고종인 관암사 주지스님이 관리인이었다.[5] 1970년 9월 22일 대법원에서 갓바위 불상은 선본사 소유라는 최종 판결이 내려져 버렸다.[6]
- 2004년 ~ 2010년 5월 : 제2대 주지 혜공화상이 중창불사를 통해 대웅전 등을 낙성하여 가람의 형태를 새로이 하였다.[7]

## 주요 시설

### 대웅전
사찰의 제일 높은 중간에 자리잡고 있다.

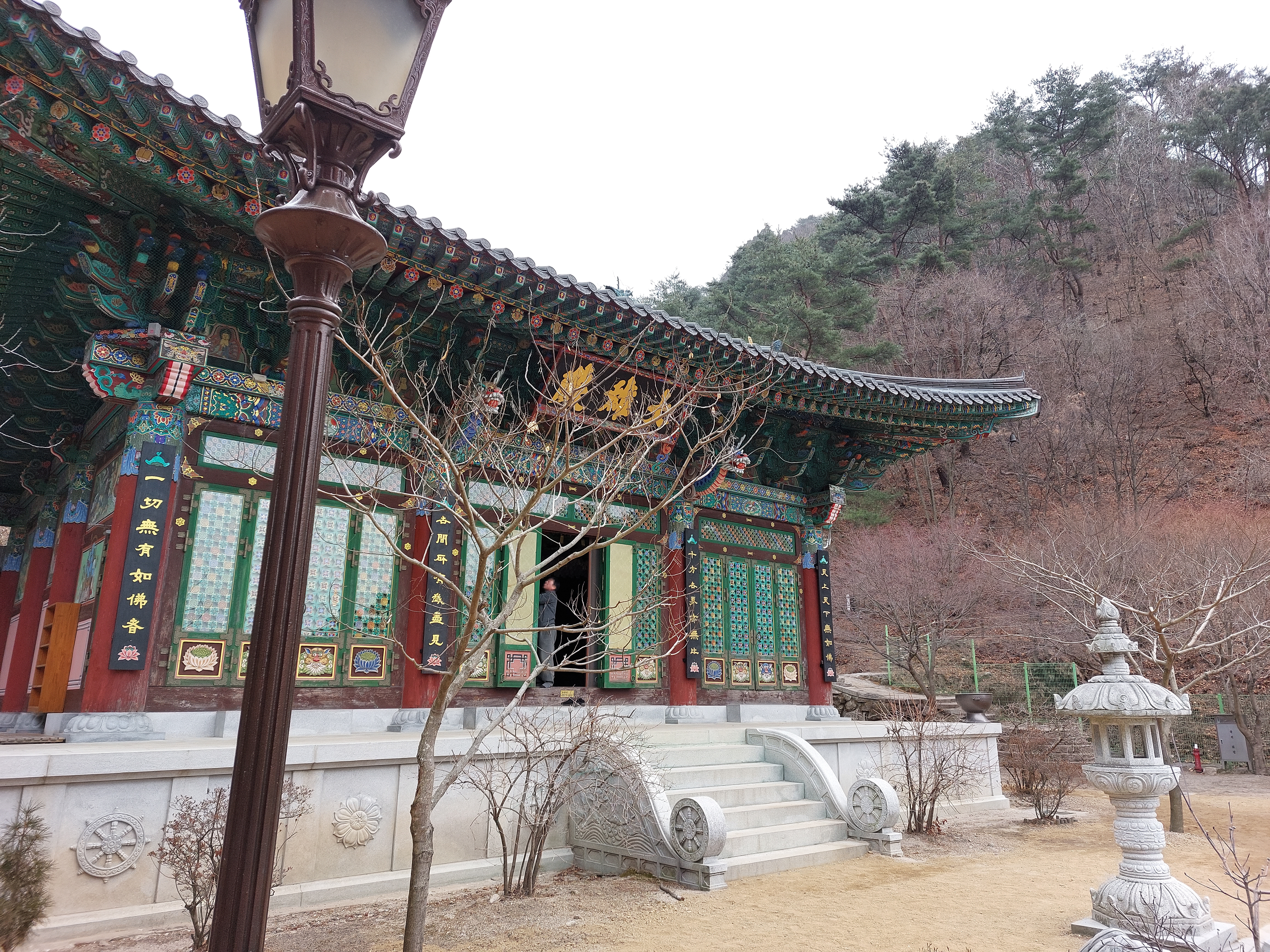
대웅전
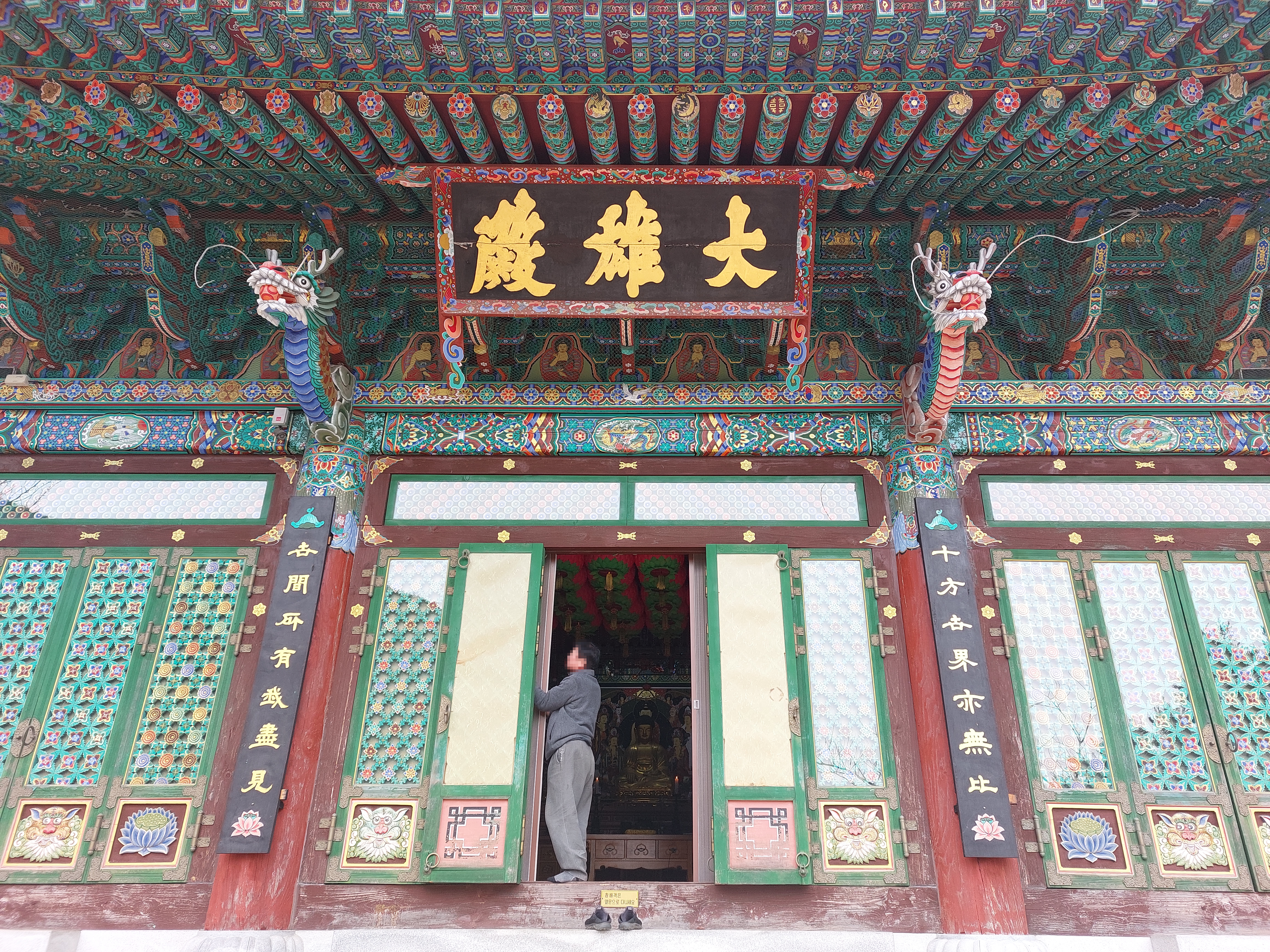
대웅전 근접
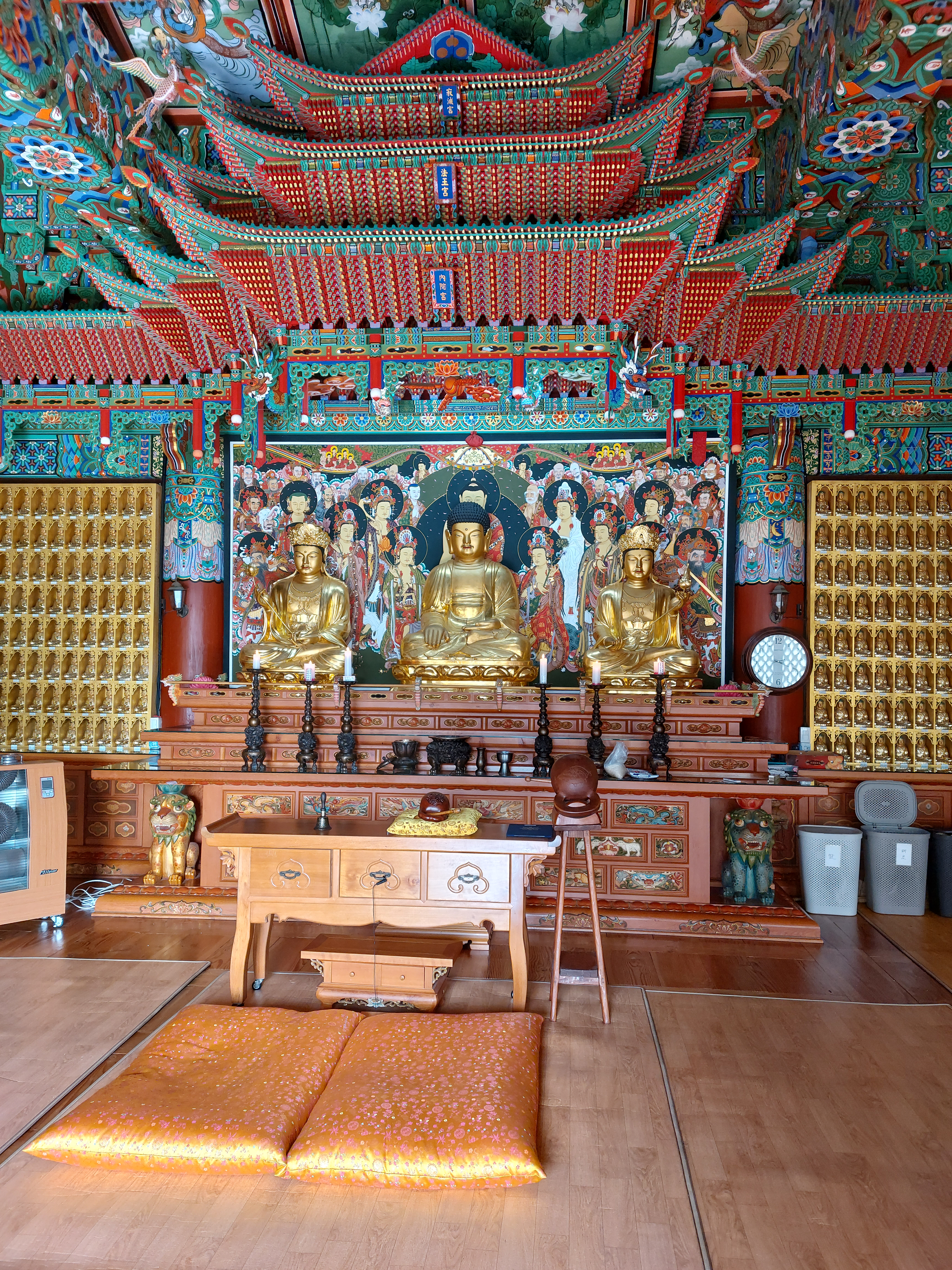
대웅전 내부
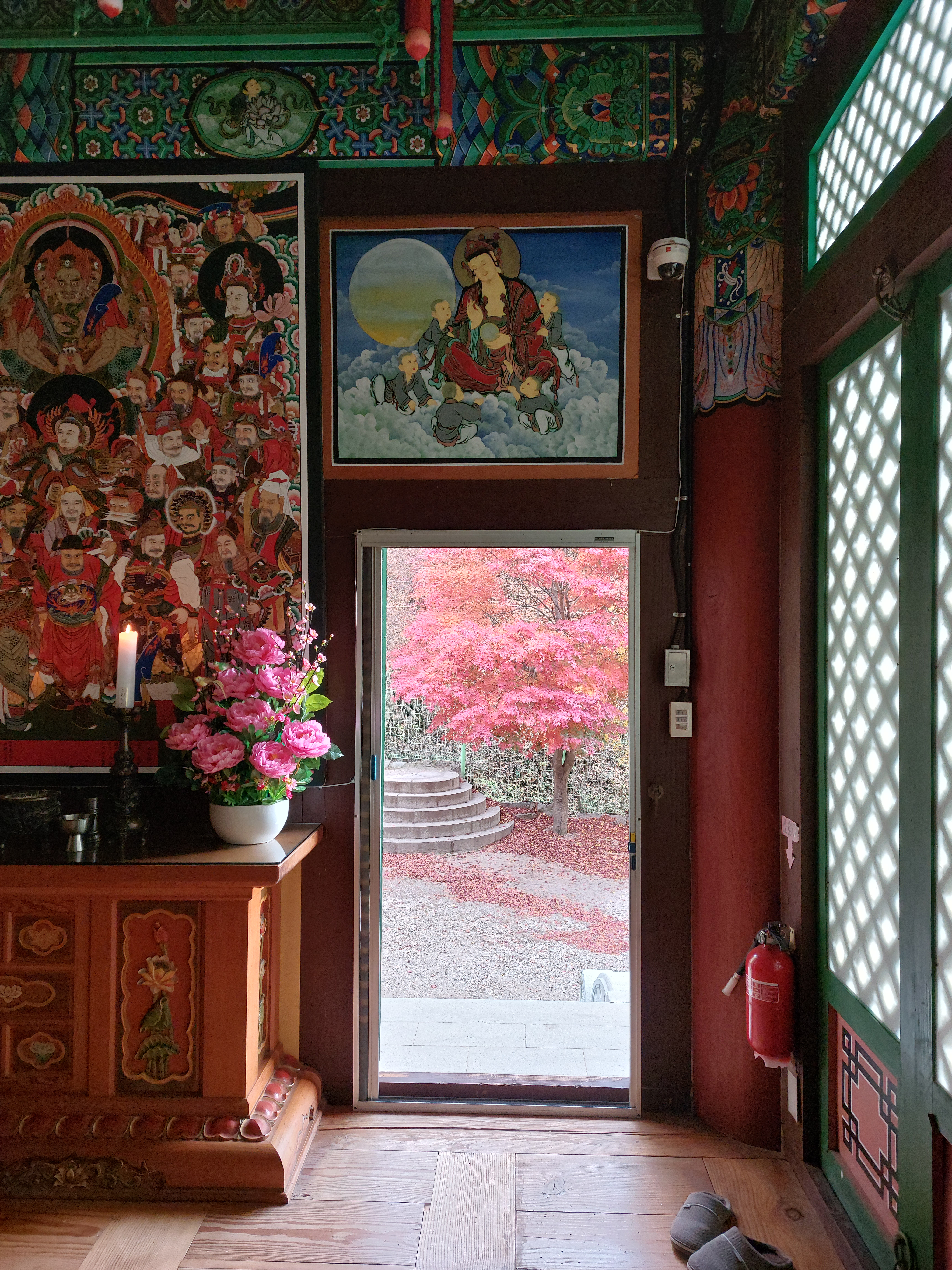
대웅전 오른쪽 출입문 신중탱화

### 관음전, 지장전, 약사전
대웅전 신축 전에는 지장전이 중심 전각이었다.

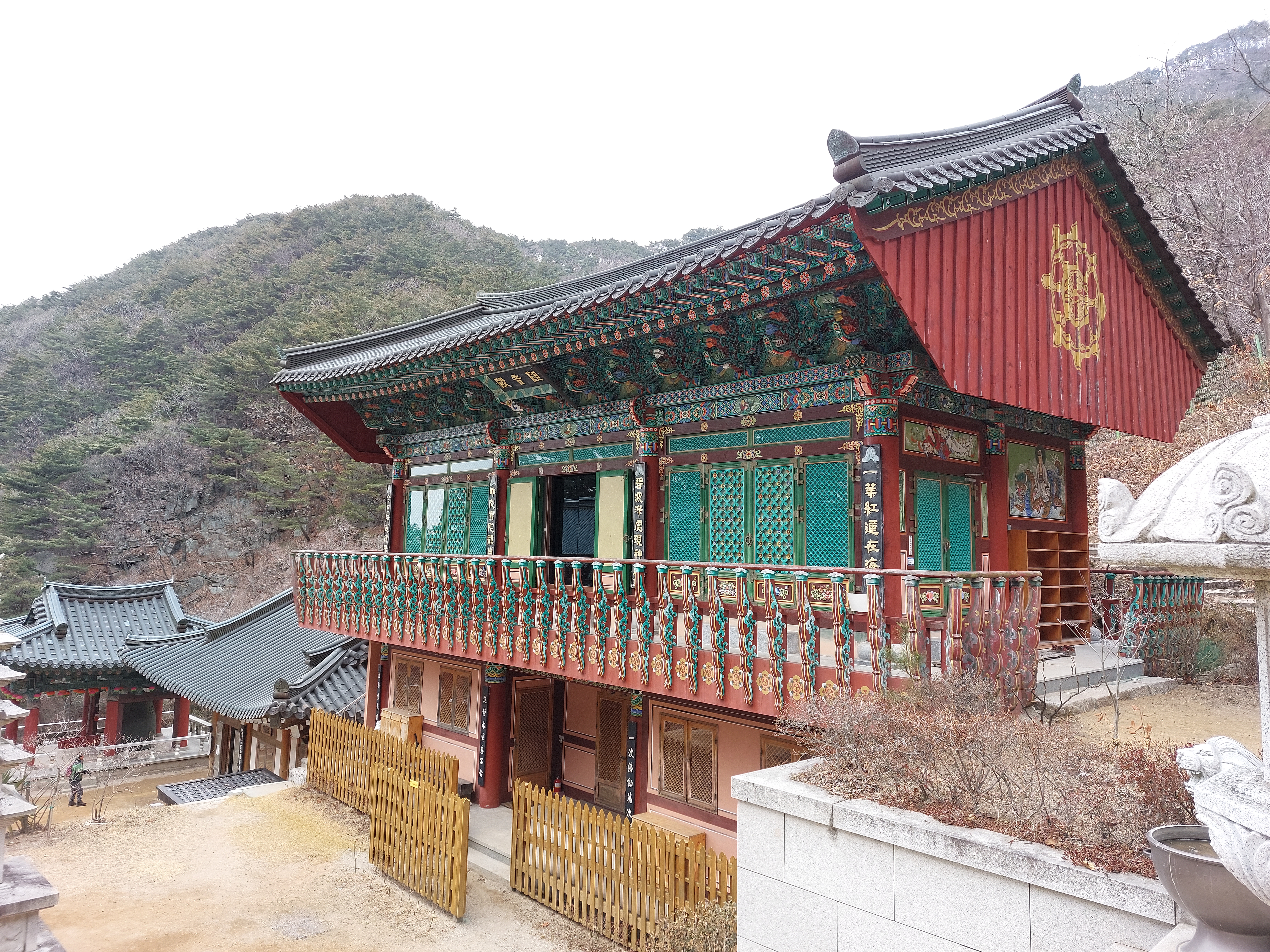
관음전
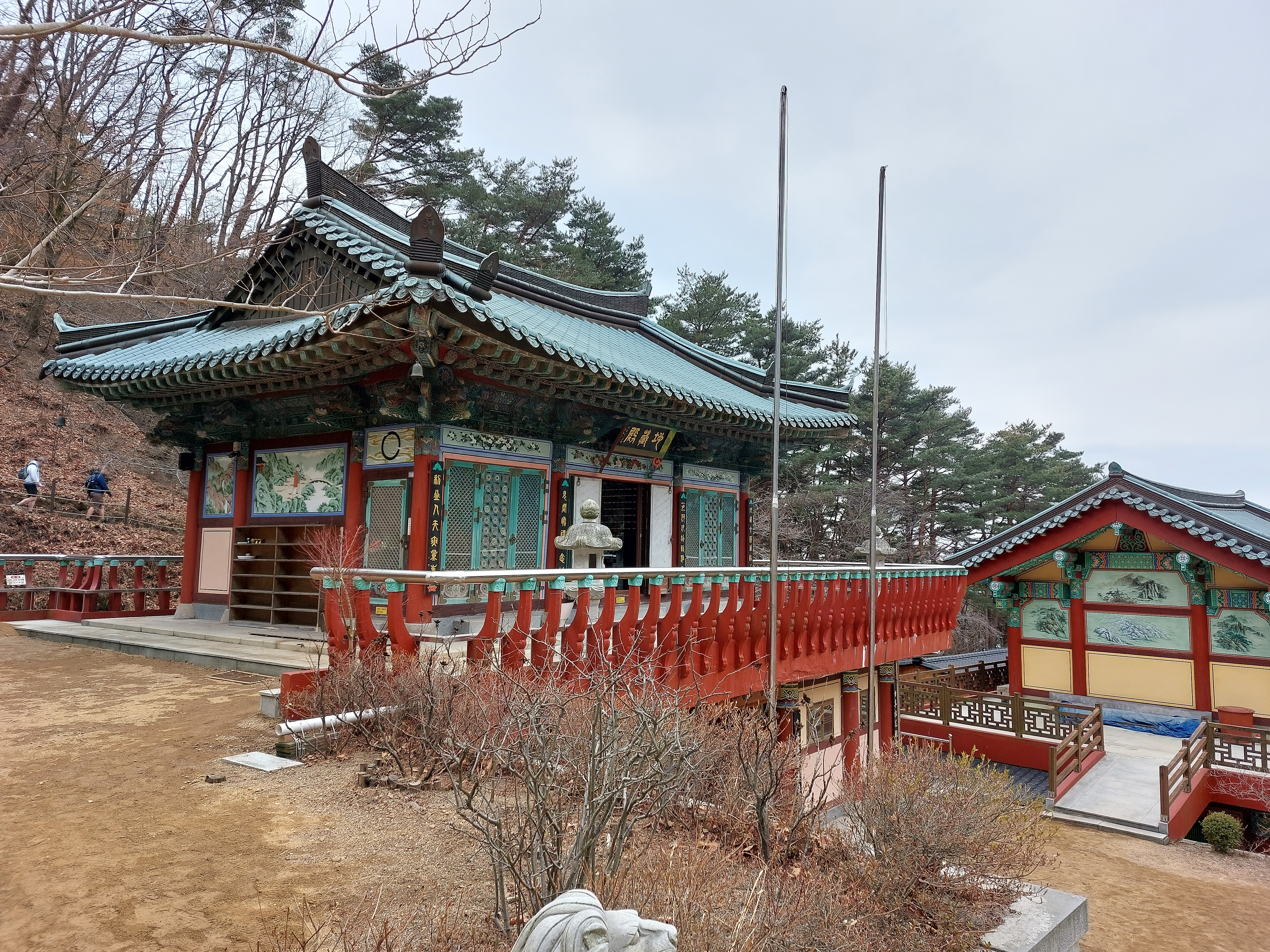
지장전
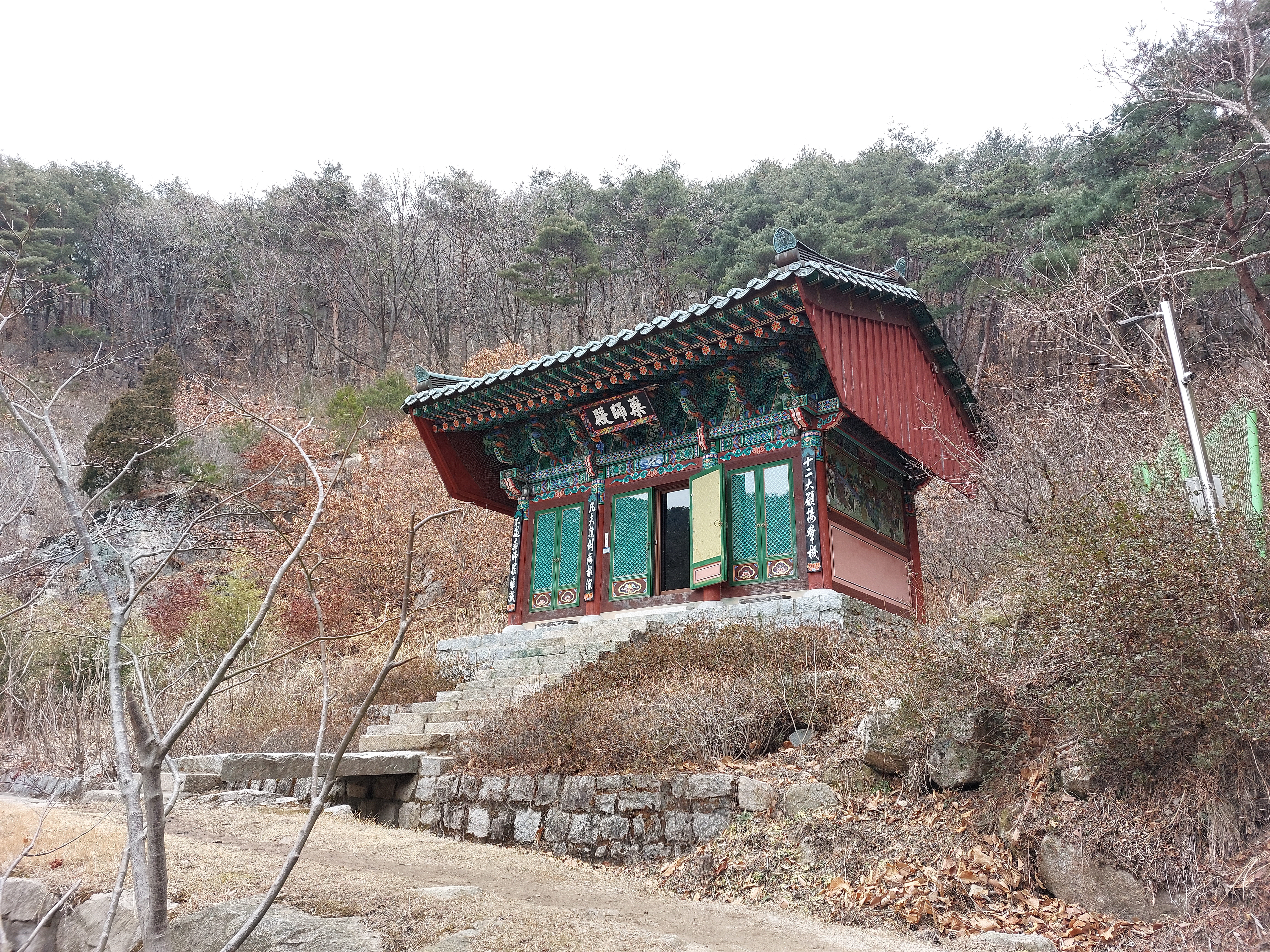
약사전

### 칠성각, 용왕당, 종각
- 칠성각 : 전각 안에 나반존자, 칠성, 산왕대신이 모두 있어 천태각(독성각), 칠성각, 산신각도 겸하므로, 사실상 삼성각의 역할을 한다.[8]
- 용왕당 : 용왕당 입구에는 "관암사 용궁"이라고 쓰여있지만, 관암사 안내판에는 용왕당이라고 적혀있다.

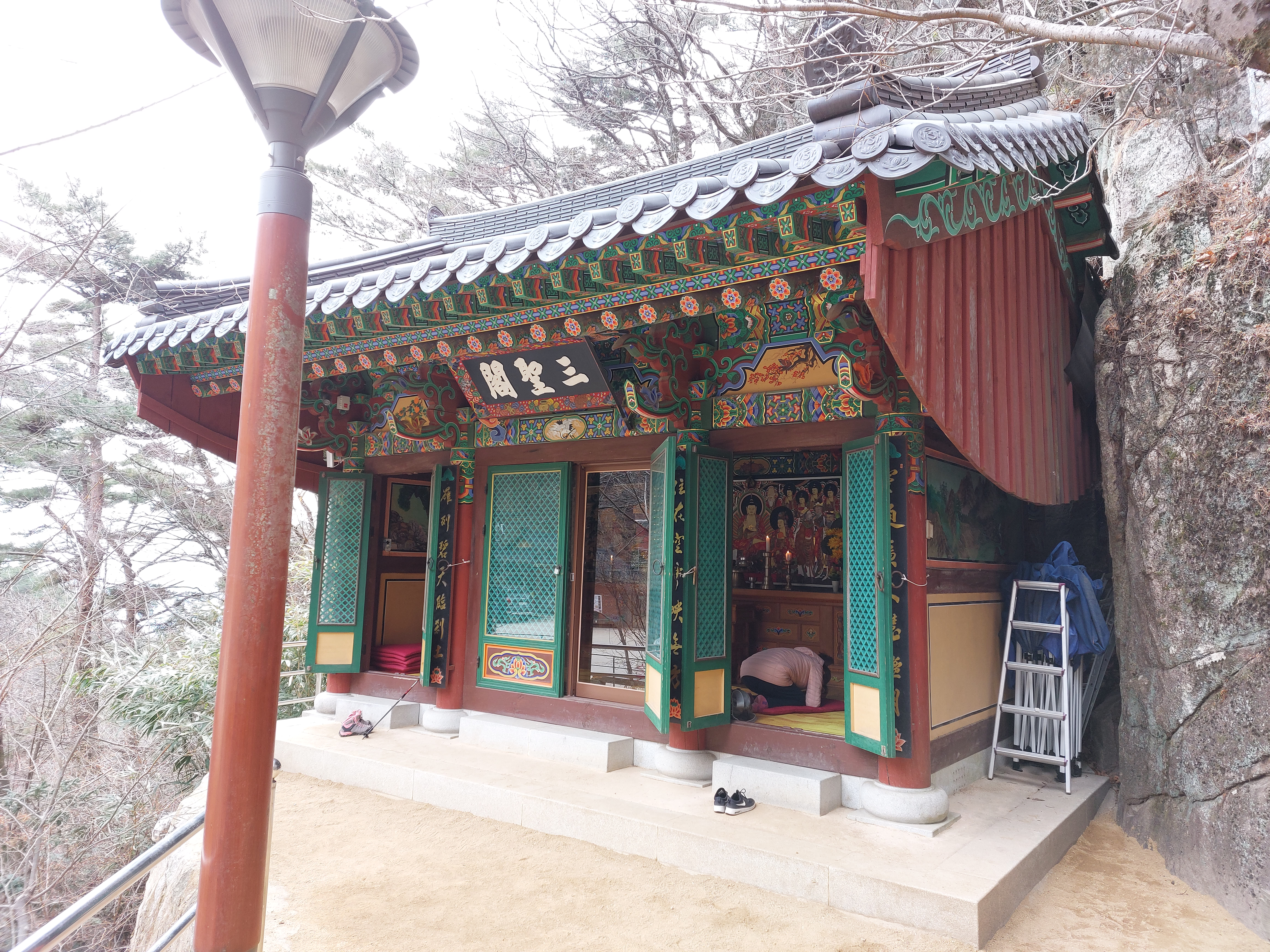
칠성각
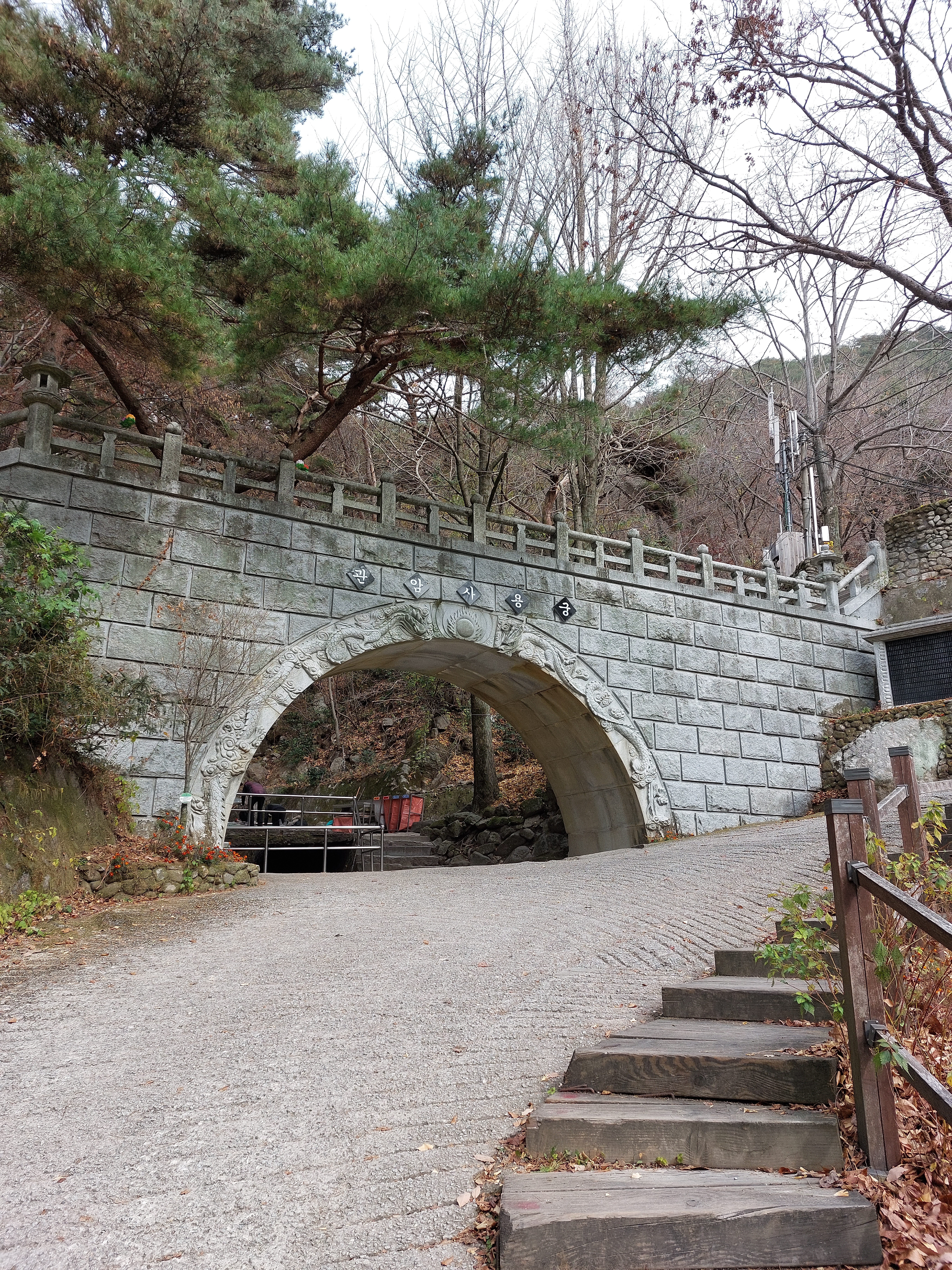
용왕당 입구
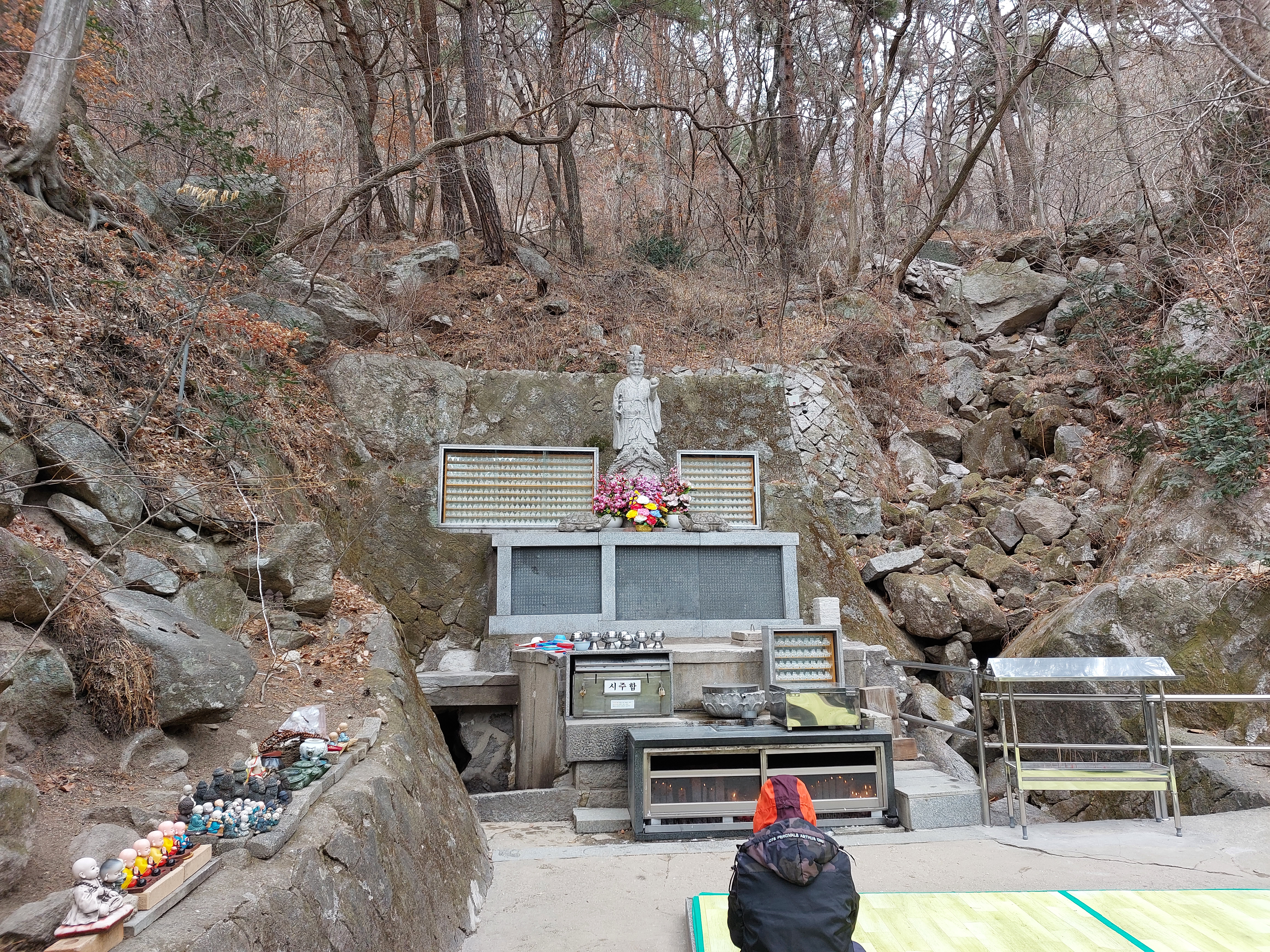
용왕당 내부